# メットライフ
メットライフ（MetLife、メトロポリタンライフ生命保険会社）は、アメリカ合衆国最大の生命保険会社である。

## 概要

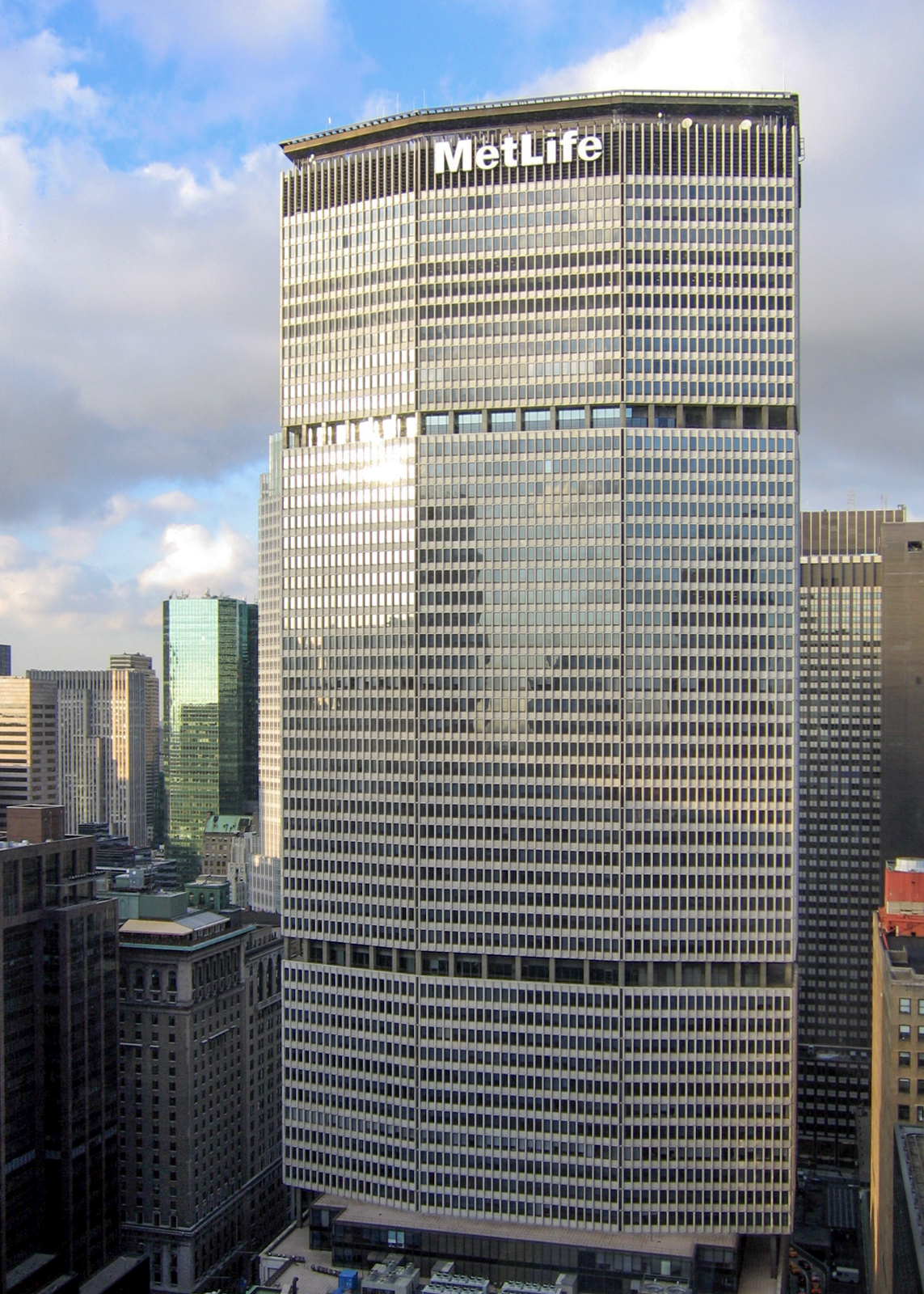
メットライフビル（旧パンナムビル）

メットライフ（メトロポリタンライフ生命保険会社）の原点は、ニューヨークのビジネスマンたちが1863年に設立した「the National Union Life and Limb Insurance Company」である。1868年に生命保険事業に特化することを決定し相互会社として運営されていたが、2000年に株式会社へ移行した。本社をニューヨーク市マンハッタンのメットライフビルに置き、ニューヨーク証券取引所に上場している。
子会社および関連会社を通じて、米国、日本、中南米、アジア、ヨーロッパ、中東においてマーケットリーダーとして事業を展開しており、9千万人の顧客に保険、年金、従業員福利厚生サービスを提供するグローバル・リーディングカンパニーとなっている（2012年10月11日時点）。メットライフ（MetLife, Inc.）の子会社メトロポリタン・ライフ・インシュアランス・カンパニー（Metropolitan Life Insurance Company）は、生命保険の保有契約高が米国第一位の生命保険会社である。従業員数は、全世界で67,000人である（2011年12月末時点）。

## 日本におけるメットライフ
メットライフアリコ生命保険株式会社 ⇒ メットライフ生命保険株式会社
2010年3月8日にメットライフは、米国当局の公的管理下で再建中のアメリカン・インターナショナル・グループ（AIG）から傘下の生保会社、アメリカン・ライフ・インシュアランス・カンパニー（American Life Insurance Company、アリコ（Alico））を155億ドル（約1兆4000億円）で買収することを決定。アリコは、当時の総資産ベースで約7割を日本支社（通称：アリコジャパン）が占めている。アリコの買収によって、拠点はこれまでの17カ国から60カ国以上に、既存顧客ベースでは7000万人から9000万人となる。
2012年4月、それまでの日本支社を通した直轄運営から、日本法人・メットライフアリコ生命保険株式会社による運営に変更。
2014年2月13日、メットライフアリコ生命保険株式会社は「メットライフ」をグローバルブランドとして展開すべく、同年7月1日付けで「メットライフ生命保険株式会社（メットライフ生命）」に社名変更することを発表した。
三井住友海上メットライフ生命保険会社
2005年に、シティグループから保険事業を買収したことで、三井住友海上との日本における合弁会社である三井住友海上メットライフ生命保険株式会社（旧三井住友海上シティインシュアランス生命保険株式会社）を傘下にした。変額年金で第3位にランクされている。前述のアリコ買収に伴い、2010年10月、MS&ADとの合弁契約を解消して、同社をMS&ADの完全子会社とすることで合意。同社は三井住友海上プライマリー生命保険に商号変更。
メットライフダイレクト株式会社
メットライフダイレクト株式会社（旧シティグループ・ダイレクト・マーケティング・ジャパン株式会社）は、商品開発、商品ポジショニング、キャンペーンの計画、実施、分析など、保険商品に関するダイレクトマーケティングサービスを日本で提供している。

## 事業

### 事業内容
メットライフは、生命保険、歯科保険、賠償金定期支払方式商品（ストラクチャード・セトルメント）、自動車／住宅保険など、複数の団体商品分野において第1位または第2位にランク。また、メキシコでは、個人と団体を対象とした生命保険会社としては最大規模となる。
- 米国での事業
  - 保険商品（団体生命保険、個人向け生命保険、歯科保険、就業不能所得補償保険、長期介護保険、重病保険）
  - 退職関連商品（個人・法人向け年金）
  - 法人給付資金調達（年金のクローズアウト、賠償金定期支払方式商品、他の給付金資金調達ソリューション）
  - 自動車・住宅（自動車、家屋、船舶、借家など、個人向け資産・損害保険）
  - ハイアットリーガルプラン（有料ファイナンシャルプランニング、退職計画、ウェルスマネジメント）

- インターナショナル部門（生命保険、障害・健康保険、年金、退職・貯蓄）

- メットライフ バンク（預金証書、マネーマーケットアカウント、高利回り貯蓄、個人向け退職口座、フォワードモーゲージ、リバースモーゲージなど、リテールバンキング商品）

## 歴史

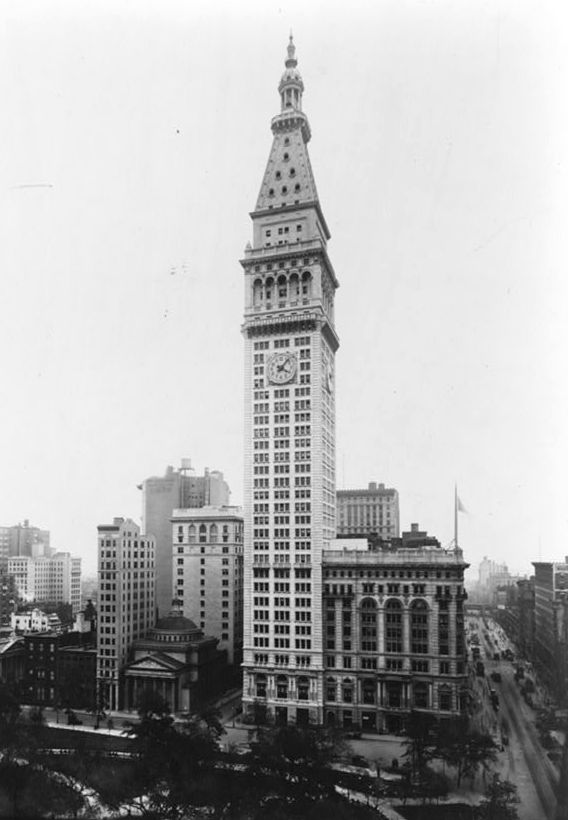
1909年から2005年まで本社の置かれた、メットライフ・タワー

- 1863年、ニューヨークのビジネスマン達が10万ドルを拠出して、同社の元となる保険会社、ナショナルユニオン生命人体保険会社（以下、ナショナルユニオン生命）を立ち上げた。ナショナルユニオン生命は、南北戦争が戦われていた当時、従軍中の病気やけがなどによって障害を負った、当時のアメリカ陸海軍の兵士達に保険金を支払った。その後5年間、同社は再編を繰り返し、難しい舵取りを迫られた。
- 1868年になって、同社は生命保険事業への本格的な参入を決断し、中流層に向けて独自の保険を販売することを決断した。3月25日、当時ニューヨーク・ブルックリンで開業医をしていたジェームス・R・ダウを初代社長に迎え、メトロポリタン生命保険会社として新たなスタートを切った。
- 2000年4月、メットライフは、1998年の役員会における承認後18ヶ月で、株式会社化とIPO（新規株式公開）によって相互会社から株式会社に転換。
- 2001年、メットライフは、MetLife Bankを設立し、流通チャネルを活用すべく、リテールバンキング分野へ進出。
- 2005年、メットライフは、Travelers Life & Annuityと、シティグループのほぼすべての国際保険事業を120億ドルで買収。2005年7月1日に完了したTravelersの買収により、メットライフは売上高で北米第1位の個人向け生命保険会社となったほか、個人向け年金で第2位、法人向け年金で第1位となる。
- 2006年、メットライフはC・ロバート・ヘンリクソン（C. Robert Henrikson）を取締役会長（Chairman of the Board）、社長（President）兼最高経営責任者（CEO）に任命した。ヘンリクソンは2006年3月1日にCEO、2006年4月25日に取締役会長にそれぞれ任命した。

## 「ピーナッツ」のキャラクター使用
1985年以来、メットライフは、販促資料、セールス用文献、プレミアム・グッズ、広告など、マーケティングにおいて一貫して、チャールズ・M・シュルツの漫画作品「ピーナッツ」のキャラクターを使用。メットライフの米国最大のブランド資産である飛行船には、スヌーピーが描かれており、「スヌーピー1号」「スヌーピー2号」と呼ばれている。
メットライフがピーナッツの各キャラクターを使用しているのは、信頼性、安全性、優しさという、ブランドの中心的な特徴を表すためである。メットライフによる調査では、経済、政治、人口の違いにもかかわらず、人々の経済的な不安は共通し、キャラクターを通じてあらゆる市場と文化にブランドの特徴が伝わっているという。1985年、当時のCEOであったジョン・グリードンの発案によって採用が決定され、メットライフの顧客であったシュルツも快諾したという。

## 関連機関・団体

### MetLife Mature Market Institute（メットライフ熟年市場研究所）
1997年、メットライフの研究機関として、多次元・多世代にわたる高齢化・寿命問題に関して率先して研究するため、Mature Market Institute （メットライフ熟年市場研究所）を設立した。メットライフ熟年市場研究所の研究、老年学の専門知識、パートナーシップ、教材を通して、熟年市場に有用な知見を提供する。

### MetLife Foundation（メットライフ財団）
MetLife Foundationは、社会貢献とコミュニティー参加というメットライフの長い伝統を継続するため、1976年に設立された。その目標は、健康で生産的な生活ができるように人々に力を与え、コミュニティーを強化することである。2009年には、4380万ドル強を非営利団体（NPO）に寄付し、2億3400万ドルをコミュニティーの強化、中でも手頃な価格の住宅や経済発展に融資または投資した。
同財団の各プログラムの基礎にあるのは、すべての年齢層における教育に対する重視、アクセスと機会の向上に対するコミットメントである。同財団は、健康（アルツハイマー病、健康な高齢化、健康な習慣）、教育（教育と学習、大学へのアクセスとサクセス）、市民活動（都会におけるコミュニティー活動の再活性化、放課後の指導、市民参加とボランティア活動）、文化を対象に助成を行っている。
近年、メットライフはメキシコと韓国で財団を設立している。

## 表彰
メットライフは、フォーブスにおいて2008年の「Best Managed Insurance Company」に選ばれ、フォーチュンの「Most-Admired Companies」のリストでも常連の企業である。2007年から2010年までの4年間、Diversity MBA Magazineにおける「Top 50 Companies for Diverse Managers」に認定。また、1999年から2009年の11年間、Working Mother magazineにおいて「100 Best Companies for Working Mother」に選出されている。さらに2004年から2010年の7年間、Human Rights Campaign Foundationの「Corporate Equality Index-Best Companies for Gays, Lesbians, Bisexuals, Transgenders」部門において、表彰を受けている。

## 日本のラジオ体操の原点
1925年頃、メットライフはニューヨークでラジオ番組のスポンサーをしていた。そこへ日本から逓信省（現在の総務省や旧郵政省）による海外派遣の一団がセントラルパークの一角でラジオの音楽に合わせて体操をする姿を目にした。通訳に尋ねると「生命保険会社がスポンサーになって健康のために体操をしている」と答えたという。この事を知った派遣団は日本に帰国するなり「国民の健康保持に基づく社会的幸福増進事業」としてラジオを用いた体操事業を紹介。簡易保険局（かんぽ）や日本放送協会、文部省などの協力のもと日本でのラジオ体操が始まったとされている。